# BitTorrent (software)
BitTorrent è un programma client di distribuzione e condivisione di file (file-sharing) di tipo peer-to-peer, sviluppato da Bram Cohen e dalla «BitTorrent Incorporated». Il protocollo di rete usato è il BitTorrent (BT) e ne supporta tutte le caratteristiche.
Quest'applicazione è stata il primo client scritto per usare il suo protocollo. Viene anche soprannominato Mainline dagli sviluppatori per denotare la sua caratteristica di capostipite. Dalla versione 6.0, il codice del programma, fino ad allora open source, è stato sostituito con una parte di quello del programma μTorrent, freeware ma dal codice proprietario, rendendo BitTorrent stesso di codice chiuso e terminando lo sviluppo per i sistemi Linux. Attualmente è disponibile per Microsoft Windows e macOS, mentre per gli utenti di Linux viene lasciata disponibile la precedente versione 5.x.

## Storia
Il programmatore Bram Cohen, autore dell'omonimo protocollo, pubblicò la prima applicazione client BT il 2 luglio 2001. Attualmente il programma è gestito dalla società di Cohen, la BitTorrent, Inc.
BitTorrent è nato come software libero, scritto in Python. Le versioni fino alla 3.4.2 sono state rilasciate ai sensi della licenza MIT. Il codice sorgente per le versioni 4.x e 5.x sono state distribuite sotto la BitTorrent Open Source License, una versione modificata della licenza open source Jabber. Le versioni a partire dalla 4.0 alla 5.3 sono state poi rilasciate sotto la licenza GPL.
La versione 4.20 dell'applicazione è stata soprannominata Allegro dalla BitTorrent Inc, in riferimento alle estensioni del protocollo sviluppato dalla società per accelerare le prestazioni dello scaricamento e la gestibilità ISP.
Dal momento che la versione 6.0 del client BitTorrent è una versione il cui codice è stato preso dal client µTorrent, il programma smise di essere sotto licenza open source; è rimasto comunque un software gratuito e liberamente scaricabile.

### False versioni
Nel 2007, comparve nel sito www.bittorrent-it.com una versione "truffa" del programma in lingua italiana, che all'inizio dell'installazione chiedeva un codice di attivazione da ottenere chiamando un numero di telefono a pagamento iniziante per 899.

## Caratteristiche
Il client BitTorrent permette all'utente di cercare e scaricare file torrent con una casella di ricerca interna posta nella finestra principale, la quale consente direttamente la ricerca con un motore di ricerca web, ed i risultati ottenuti dalle parole chiave inserite vengono visualizzati in una pagina del browser web predefinito.
Attualmente (febbraio 2020), l'applicazione comprende una vasta gamma di funzioni, tra cui quella di consentire molteplici download paralleli. BitTorrent rende disponibili diversi monitoraggi statistici forniti con tabelle e grafici, che permettono all'utente di vedere quali eventi stanno accadendo in background. Una serie di caselle della finestra principale forniscono informazioni sui seed ed i peer al quale l'utente è connesso, compresa la quantità di dati globale scaricata ed inviata e la quantità di dati scaricata ed inviata da ciascun torrent. È presente un sistema automatico di recupero che verifica che tutti i dati dei file in condivisione non presentino errori dopo un eventuale arresto irregolare. Il client ha anche l'importante funzione di inviare ad altri peer (nodi) la mappa e l'ID dei peer con cui è in contatto, oltre che con il file servers sorgente ("trackers"), ottimizzando la condivisione della rete BitTorrent. Le impostazioni di programma ad interfaccia grafica offrono varie possibilità per ottimizzare la condivisione a seconda della potenza della rete in uso.
Il client permette infine agli utenti di creare e condividere i file torrent.